# Государственная автоматизированная система правовой статистики
Государственная автоматизированная система правовой статистики (ГАС ПС) – информационная система, предназначенная для обеспечения автоматизированной поддержки функций Генеральной прокуратуры Российской Федерации по осуществлению государственного единого статистического учета заявлений и сообщений о преступлениях, состояния преступности, раскрываемости преступлений, состояния и результатов следственной работы и прокурорского надзора, а также по формированию и представлению отчетности органов прокуратуры Российской Федерации .
ГАС ПС состоит из автоматизированных рабочих мест «Правовая статистика» и «Книга учета сообщений о преступлениях», портала "Государственной автоматизированной системы правовой статистики", включающего в себя модуль "Правовая статистика", содержащего сведения о результатах статистического учета заявлений и сообщений о преступлениях, состояния преступности, раскрываемости преступлений, состояния и результатов следственной работы, а также модуля "Учет работы прокуроров" (УРП), для формирования ведомственной статистической отчетности органов прокуратуры и содержащего статистические сведения о результатах прокурорского надзора.
Одной из конечных целей ввода в эксплуатацию ГАС ПС являлась возможность отслеживания заявителем результатов рассмотрения его заявления правоохранительными органами в сети «Интернет», в том числе посредством портала «Госуслуги» .

## История
Стартом создания Государственной автоматизированной системы правовой статистики явилась реформа полиции и принятие Федерального закона от 07.02.2011 N 4-ФЗ "О внесении изменений в отдельные законодательные акты Российской Федерации в связи с принятием Федерального закона "О полиции" .
Федеральным законом от 07.02.2011 N 4-ФЗ путем внесения изменения в ст. 51 Федерального закона «О прокуратуре Российской Федерации» на органы прокуратуры была возложена обязанность по ведению государственного единого статистического учета заявлений и сообщений о преступлениях, состояния преступности, раскрываемости преступлений, состояния и результатов следственной работы и прокурорского надзора .
Аналогичная реформа в период с 1997 по 2011 год, включающая себя передачу Информационных центров Министерства внутренних дел и компетенцию по ведению уголовно-правовой статистики в органы прокуратуры, была проведена в Казахстане.
Во исполнение указанной правовой нормы между Генеральной прокуратурой Российской Федерации и ЗАО «Прогноз» ,был заключен Государственный контракт на выполнение опытно-конструкторских работ по разработке, модернизации и развитию прикладных программных продуктов для центрального аппарата Генеральной прокуратуры Российской Федерации № 10/13-311-12 от 13 августа 2012 .
Результатом исполнения Государственного контракта стала разработка и ввод в эксплуатацию автоматизированных рабочих мест «Правовая статистика» и «Книга учета сообщений о преступлениях», предназначенных для обеспечения ввода информации и печати статистических карточек в машиночитаемом виде для последующего их автоматизированного распознавания и загрузки в базу данных Государственной автоматизированной системы правовой статистики и для обеспечения учета сообщений о преступлениях в электронном виде в базе данных ГАС ПС.
Опытная эксплуатация ГАС ПС (в части модуля "Правовая статистика") стартовала в феврале 2013 года с установленным сроком по 31.07.2013 в пяти пилотных регионах Российской Федерации, а также в Приволжской транспортной прокуратуре .
Опытная эксплуатация ГАС ПС в части модуля "Учет работы прокуроров" стартовала с июля 2013 года в некоторых подразделениях Генеральной прокуратуры РФ и четырех субъектах Российской Федерации 
В августе 2013 г. опытная эксплуатация ГАС ПС была продлена до конца года .
В декабре 2013 г. срок опытной эксплуатации ГАС ПС продлен еще на 1 год .
В дальнейшем, в период 2014-2016 годах, в 2018 году опытная эксплуатация ГАС ПС продлевалась приказами Генерального прокурора РФ, этими же приказами происходило увеличение числа регионов пилотной зоны 
В 2016 г. планировалось внедрение ГАС ПС по всей территории России к 2020 году .
В 2021 году опытная эксплуатация ГАС ПС по информации СМИ повлекла за собой массовое увольнение работников  прокуратуры Свердловской области .
В ходе подготовки к вводу в эксплуатацию ГАС ПС на всей территории России, вновь были внесены изменения в ст. 51 Федерального закона «О прокуратуре Российской Федерации», согласно которому ГАС ПС должна была заработать по всей России с 01.01.2022, а Правительством РФ 15.12.2020 утверждено Положение о государственной автоматизированной системе правовой статистики   .
Одновременно с этим, Генеральная прокуратура РФ обратилась в Арбитражный суд г. Москвы о взыскании с ООО «Пармалогика», осуществлявшего работы по созданию и технической поддержке ГАС ПС после банкротства ЗАО «Прогноз», более 900 млн. рублей 
По состоянию на апрель 2023 г. судебные разбирательства продолжаются, при чем по ходатайству Генеральной прокуратуры Российской Федерации судебное разбирательство осуществляется в закрытом судебном заседании .
В декабре 2021 года путем принятия отдельного Федерального закона срок ввода в эксплуатацию ГАС ПС перенесен на 01.01.2023 .

Согласно пояснительной записки к законопроекту, перенос сроков ввода в эксплуатацию ГАС ПС вызван переводом всех компонентов ГАС ПС на современное отечественное программное обеспечение, включенное в единый реестр российских программ, а также с целью 
«обеспечить полную отладку средств интеграции ГАС ПС с ведомственными информационными системами и готовность правоохранительных органов Российской Федерации к информационному взаимодействию в новых условиях» 
.
В декабре 2022 года путем принятия отдельного Федерального закона срок ввода в эксплуатацию ГАС ПС перенесен на 01.01.2024 .

Согласно пояснительной записки к законопроекту,  
«необходимость продления сроков ввода в эксплуатацию ГАС ПС обусловлена обстоятельствами, связанными с необходимостью комплексной доработки ГАС ПС, полного импортозамещения ее программно-технических средств, а также проведения опытной эксплуатации и приемочных испытаний специального программного обеспечения в рамках заключенных государственных контрактов».
Приказом Генерального прокурора Российской Федерации от 10.01.2023 № 3 "О временном приостановлении опытной эксплуатации государственной автоматизированной системы правовой статистики" опытная эксплуатация ГАС ПС приостановлена до издания соответствующих организационно-распорядительных документов Генерального прокурора РФ .
В период с 2021 по 2023 год включительно доработкой функциональности государственной автоматизированной системы правовой статистики по результатам  её опытной эксплуатации занималось ООО "АНсистемс" в рамках исполнения государственного контракта № 105-336-21 от 13.10.2021 по цене контракта в размер 625 млн. рублей 
Одним из учредителей ООО "АНсистемс" является Руслан Сафин, брат певицы  Алсу
29.08.2023 государственный контракт №   105-336-21 от 13.10.2021 расторгнут по инициативе Генеральной прокуратуры Российской Федерации в связи с невыполнением работ, нарушением сроков исполнения контрактных обязательств, систематическом ненадлежащем выполнении работ, не устранении выявленных нарушений в разумный срок, а ООО "АНсистемс" Федеральной антимонопольной службой включено в реестр недобросовестных поставщиков 
По информации, содержащейся в ЕИС Закупки, государственный контракт исполнен ООО "АНсистемс" на сумму 201 млн. рублей .
По сведениям средств массовой информации, в отношении генерального директора ООО "АНсистемс" возбуждено уголовное дело по факту не выплаты работникам юридического лица заработной платы .
Согласно информационной системы арбитражных судов Российской Федерации в ноябре 2023 года Генеральная прокуратура РФ обратилась в Арбитражный суд г. Москвы с двумя исковыми заявлениями о взыскании с ООО "АНсистемс" денежных средств в общей сумме более 80 млн. рублей.
Кроме того, 02.10.2023 в Арбитражный суд г. Москвы с заявлением о признании ООО "АНсистемс" банкротом обратилось ПАО "Сбербанк".
По информации газеты «Ведомости» Правительством РФ подготовлен к внесению в Государственную Думу РФ законопроект о переносе ввода в эксплуатацию ГАС ПС на 2027 год.
01.12.2023 Правительство Российской Федерации внесло в Государственную Думу РФ законопроект о переносе сроков ввода в эксплуатацию ГАС ПС на 01.01.2027. При этом при рассмотрении в 2022 году законопроекта о переноса сроков ввода в эксплуатацию ГАС ПС на 2024 год, официальный представитель Правительства Российской Федерации,    статс-секретарь - заместитель министра юстиции Российской Федерации Логинов А.В. заверял депутатов Государственной Думы РФ, что "по всем параметрам данной ситуации, конечно, этот перенос будет финальным".

Согласно пояснительной записке к законопроекту, 
Согласно экспертной оценке под контролем Минцифры России, реализация ГАС ПС возможна в течение трех лет. Этот срок обусловлен значительным объемом уже существующей функциональности ГАС ПС и необходимости ее поэтапной модернизации в соответствии с новыми техническими решениями, а также проведением опытной эксплуатации системы в течение одного года с последовательным включением в состав пилотной зоны правоохранительных органов всей страны и апробированием процессов межведомственного информационного взаимодействия. Учитывая важность внедрения в эксплуатацию государственной системы, полностью отвечающей всем предъявляемым требованиям, в том числе в сфере информационной безопасности, законопроектом предлагается установить срок ввода в эксплуатацию ГАС ПС с 1 января 2027 г. 

В декабре 2023 года законопроект о переносе сроков ввода в эксплуатацию ГАС ПС на 01.01.2027 одобрен Федеральным Собранием РФ и подписан Президентом РФ.
В августе 2024 года  Минцифры  заключило контракт с «Ростелекомом» на сумму 546 млн. рублей на создание модуля «Учёт работы прокуроров» как составной части ГАС ПС со сроком исполнения контракта до 27 декабря 2024 года 
Приказом Генерального прокурора РФ от 25.12.2024 № 947 "О проведении опытной эксплуатации модуля "Учет работы прокуроров" специального программного обеспечения государственной автоматизированной системы правовой статистики"  с 01.01.2025 возобновлена опытная эксплуатация модуля "Учет работы прокуроров" ГАС ПС.